# Prześliczna wiolonczelistka
Prześliczna wiolonczelistka – utwór z repertuaru zespołu Skaldowie, skomponowany przez Andrzeja Zielińskiego, do którego tekst napisał Wojciech Młynarski. Postacią, którą inspirował się Młynarski podczas pisania tekstu, była wiolonczelistka zespołu Anawa – Anna Wójtowicz. Utwór po raz pierwszy nagrano w studiach Polskiego Radia pod koniec 1968 roku, zaś ponownie w lutym 1969, podczas sesji nagraniowych do płyty "Cała jesteś w skowronkach". W roku 1971, w NRD, Skaldowie nagrali wersję niemieckojęzyczną, zatytułowaną "Das ist die Violoncellistin", natomiast rok później wersję częściowo w języku rosyjskim, wydaną na radzieckim albumie "Skaldy" w 1972 r. W 1978 roku Skaldowie wykonali tę piosenkę, ze zmienionym tekstem, w "Hotelowym Spotkaniu z Balladą" – pod tytułem "Prześliczna recepcjonistka".
Piosenka rozpoczyna się w tonacji G-dur. Po dwóch zwrotkach i refrenie następuje interludium, realizowane przez wiolonczelę, bardzo silnie utrzymane w estetyce muzyki barokowej. Po nim następuje popularne canto ze słowami "laj la la...". Po kolejnym refrenie utwór moduluje do tonacji As-dur, w której wykonywana jest następna zwrotka, po której powraca "barokowe" interludium, tym razem nieco rozbudowane, z główną melodią śpiewaną tym razem falsetem przez Andrzeja Zielińskiego. Następujące później przebojowe canto powtarzane jest do wyciszenia. Niejednokrotnie podczas koncertów partia wiolonczeli wykonywana była przez Jacka Zielińskiego na skrzypcach.

## Muzycy biorący udział w nagraniu
- Andrzej Zieliński – fortepian, śpiew;
- Jacek Zieliński – śpiew;
- Konrad Ratyński – gitara basowa, śpiew;
- Jerzy Tarsiński – gitara;
- Krzysztof Paliwoda – gitara;
- Jan Budziaszek – perkusja;
- Orkiestra PRiTV p/d. A Zielińskiego
- Barbara Marcinkowska – wiolonczela;

## Teledysk
W oficjalnym teledysku utworu  w roli pięknej wiolonczelistki wystąpiła Ewa Szykulska.